# 생방송 OBS
생방송 OBS는 OBS경인TV에서 방송되었던 아침 교양·정보 프로그램이다.

## 역사
2007년 12월 28일 OBS경인TV 개국과 함께 《생방송 5BS》라는 제목으로 첫방송을 시작해, 2009년 4월 6일부터 "생방송 OBS"로 제목을 변경했으며, 이후 2009년 7월 3일에 잠정적으로 폐지됐다가, 2009년 9월 21일에 다시 부활했으나, 2014년 10월 3일 방송을 마지막으로 폐지되었다.

## 역대 방송시간
| 방송 채널 | 방송 기간                          | 방송 시간                  | 제목       |
| --------- | ---------------------------------- | -------------------------- | ---------- |
| OBS       | 2007년 12월 28일 ~ 2008년 5월 30일 | 평일 아침 7:00 ~ 아침 9:00 | 생방송 5BS |
| OBS       | 2008년 6월 2일 ~ 2009년 4월 3일    | 평일 아침 6:00 ~ 아침 8:30 | 생방송 5BS |
| OBS       | 2009년 4월 6일 ~ 2009년 7월 3일    | 평일 아침 6:30 ~ 아침 9:00 | 생방송 OBS |
| OBS       | 2009년 9월 21일 ~ 2009년 11월 6일  | 평일 아침 6:30 ~ 아침 7:50 | 생방송 OBS |
| OBS       | 2009년 11월 9일 ~ 2010년 2월 12일  | 평일 아침 6:00 ~ 아침 7:50 | 생방송 OBS |
| OBS       | 2010년 2월 15일 ~ 2012년 4월 20일  | 평일 아침 6:00 ~ 아침 7:55 | 생방송 OBS |
| OBS       | 2012년 4월 23일 ~ 2013년 4월 12일  | 평일 아침 6:00 ~ 아침 8:20 | 생방송 OBS |
| OBS       | 2013년 4월 15일 ~ 2014년 4월 11일  | 평일 아침 6:00 ~ 아침 7:45 | 생방송 OBS |
| OBS       | 2014년 4월 14일 ~ 2014년 10월 3일  | 평일 아침 6:00 ~ 아침 7:25 | 생방송 OBS |

## 역대 MC

### 생방송 5BS
- 강성범

### 생방송 OBS

#### 남자
- 유형서
- 홍원기
- 김준호
- 유영선

#### 여자
- 전제향
- 이미진
- 최지해
- 강미정

## 같이 보기
- 모닝와이드 (SBS TV)
- KBS 뉴스광장 (KBS 1TV)
- 굿모닝 대한민국 (KBS 2TV)
- MBC 뉴스투데이 (MBC)